# Itagüí
Itagüí est une ville colombienne qui se situe dans le département d'Antioquia.

## Économie
On y trouve le siège de FLA, l'entreprise fabriquant l'Aguardiente Antioqueño.

## Personnalités liées à la municipalité
- Eladio Vélez (1897-1967) : peintre né à Itagüí.